# Шевченко Іван Гаврилович
Іван Гаврилович Шевченко (1912, місто Луганськ, тепер Луганської області — ?) — український радянський діяч, фрезерувальник Луганського тепловозобудівного заводу імені Жовтневої революції Луганської області. Депутат Верховної Ради СРСР 5-го скликання.

## Життєпис
Народився 1912 року в родині робітника-стругальника паровозобудівного заводу. Освіта неповна середня.
З 1930 року — учень фрезерувальника, фрезерувальник Луганського паровозобудівного (тепловозобудівного) заводу імені Жовтневої революції Луганської області.
Під час німецько-радянської війни перебував у евакуації в місті Омську, з 1941 по 1949 рік працював на танковому заводі.
З 1949 року — фрезерувальник Луганського паровозобудівного (тепловозобудівного) заводу імені Жовтневої революції Луганської області.
Потім — на пенсії. Помер.

## Нагороди
- медаль «За доблесну працю у Великій Вітчизняній війні 1941—1945 рр.»